# 來去美國2
《來去美國2》（英語：Coming 2 America）是一部2021年美國喜劇電影，1988年電影《來去美國》續集。電影由克雷格·布魯爾執導，肯亞·巴里斯、貝瑞·W·布勞斯坦和大衛·謝菲爾德編寫劇本，艾迪·墨菲、阿塞尼奧·霍爾、傑曼·福勒、萊絲莉·瓊斯、崔西·摩根、琪琪·蘭恩、莎莉·海德利、堤亞娜·泰勒、衛斯里·史奈普及詹姆斯·厄爾·瓊斯主演。劇情講述虛構非洲國家薩慕達（Zamunda）國王阿基姆·喬福（Akeem Joffer）得知他在美國有一個失散已久的兒子，必須返回美國與這個意想不到的繼承人見面並與其建立關係。
該片最初由派拉蒙影業排定院線上映，但由於COVID-19疫情影響而將發行權出售給亞馬遜影業。亞馬遜2021年3月5日在亞馬遜影片上數位發行。電影於第94屆奧斯卡金像獎上入圍最佳化妆与发型设计。

## 劇情
阿基姆·喬福王子加冕成為非洲國家薩慕達（Zamunda）新國王後意外得知自己有一個他在美國從未認識的精明兒子——拉維爾。為了自己逝去老父親的期望，阿基姆和塞米再次前往美國。

## 演員
- 艾迪·墨菲飾演
  - 阿基姆·喬福國王（King Akeem Joffer）：薩慕達新加冕國王。
  - 藍迪·華森（Randy Watson）：虛構樂團性感巧克力（Sexual Chocolate）靈魂歌手。
  - 薩羅：理髮店猶太顧客。
  - 克拉倫斯（Clarence）：理髮店老闆。
- 阿塞尼奧·霍爾（英语：Arsenio Hall）飾演
  - 塞米：阿基姆好友兼心腹。
  - 布朗牧師（Reverend Brown）：募資聚會主持人。
  - 理髮師莫里斯（Morris the barber）：理髮店師傅。
- 傑曼·福勒（英语：Jermaine Fowler）飾演拉維爾·強森（Lavelle Junson）：阿基姆私生子。
- 萊絲莉·瓊斯飾演瑪麗·強森（Mary Junson）：拉維爾生母。
- 崔西·摩根飾演里姆（Reem）：拉維爾舅舅。
- 琪琪·蘭恩（英语：KiKi Layne）飾演蜜卡·喬福公主（Princess Meeka Joffer）：阿基姆和莉莎長女，因其性別而無權接任王座。
- 莎莉·海德利（英语：Shari Headley）飾演莉莎·喬福皇后（Queen Lisa Joffer）：阿基姆之妻，在前者首次美國之行愛上了他。
- 衛斯里·史奈普飾演伊齊將軍（General Izzi）：伊瑪妮哥哥。
- 堤亞娜·泰勒（英语：Teyana Taylor）飾演波波托·伊齊（Bopoto Izzi）：伊齊將軍的女兒。
- 詹姆斯·厄爾·瓊斯飾演賈菲·喬福國王（King Jaffe Joffer）：前薩慕達國王兼阿基姆父親。
- 約翰·艾莫斯（英语：John Amos）飾演克萊奧·麥道爾（Cleo McDowell）：麥當兒（McDowell's）老闆，莉莎之父兼阿基姆岳父和前雇主。
- 羅帝米（英语：Rotimi (actor)）飾演派瑞提·伊迪（Pretty Iddi）：伊齊將軍兒子兼尼克特多里亞王子。
- 凡妮莎·貝爾（英语：Vanessa Bell Calloway）飾演伊瑪妮·伊齊（Imani Izzi）：伊齊將軍妹妹兼阿基姆前新娘。
- 克林特·史密斯（Clint Smith）飾演理髮師史威特（Sweets the barber）
- 保羅·貝茲（Paul Bates）飾演奧哈（Oha）：皇室執事。
- 貝拉·墨菲（Bella Murphy）飾演歐瑪·喬福公主（Princess Omma Joffer）：阿基姆和莉莎次女。
- 艾基莉·洛夫（Akiley Love）飾演蒂娜雪·喬福公主（Princess Tinashe Joffer）：阿基姆和莉莎幼女。
- 諾姆扎莫·姆巴塔（英语：Nomzamo Mbatha）飾演米蘭貝（Mirembe）：皇家美容師，也是拉維爾摯愛。
- 路易·安德森（英语：Louie Anderson）飾演莫里斯（Maurice）：克萊奧員工，本作中已跟隨王室移居薩慕達。
- 嘉絲莉·畢薇斯（英语：Garcelle Beauvais）飾演蘿絲（Rose）
- 路奈爾（英语：Luenell）飾演莉薇拉（Livia）
- 麥可·布萊克森（英语：Michael Blackson）飾演廷中尉（Thin Lieutenant）
- 特雷弗·诺亚飾演薩慕達新聞網（ZNN）主播
- 科林·約斯特飾演杜克先生（Mr. Duke）
- 以下人物在片中以本人身份演出
  - 摩根·費里曼 ：賈菲國王葬禮主持人。
  - 風尚合唱團（英语：En Vogue）
  - Salt-N-Pepa
  - 里克·罗斯
  - 達維多（英语：Davido）
  - 葛蕾蒂絲·奈特
  - 迪肯贝·穆托姆博

## 製作

### 發展
2017年1月，艾迪·墨菲構想和主演的1988年電影《來去美國》將開發續集，凱文·米舍參與監製，首集編劇貝瑞·W·布勞斯坦和大衛·謝菲爾德回歸編寫劇本。然而主角墨菲與阿塞尼奧·霍爾尚未確定回歸參與。2019年1月11日，墨菲和霍爾確認回歸同時，克雷格·布魯爾簽約擔任導演；布魯爾先前曾和墨菲在Netflix電影《我叫多麥特》（2019年）中合作。

### 選角
2019年1月11日，據報導，墨菲確認再次演出他在前集角色。前集演員霍爾、莎莉·海德利、詹姆斯·厄爾·瓊斯、保羅·貝茲（Paul Bates）和約翰·艾莫斯也有望回歸參演。衛斯里·史奈普簽約演出。萊絲莉·瓊斯和饒舌歌手里克·罗斯也加入了演出陣容。
2019年6月18日，傑曼·福勒將擔任主演。2019年8月12日，證實莎莉·海德利將再次飾演莉莎·麥道爾（Lisa McDowell）。2019年8月21日，諾姆扎莫·姆巴塔、崔西·摩根、琪琪·蘭恩、路奈爾、羅帝米、堤亞娜·泰勒和麥可·布萊克森加入演出陣容。前集演員凡妮莎·貝爾·卡洛威、路易·安德森及維多莉亞·迪拉德確認回歸前集飾演奧蕾恩·喬福皇后（Queen Aoleon Joffer）的瑪姬·辛克拉於1995年12月去世；她的角色不再重新選角。2019年9月，歌手達維多將在片中客串。2019年10月，曾短暫出現在前集的山繆·傑克森不再參與續集。2019年12月，摩根·費里曼和墨菲的女兒貝拉·墨菲（Bella Murphy）加入演出陣容。

### 拍攝
主要拍攝於2019年8月17日在喬治亞州亚特兰大開始進行。里克·罗斯在同一個月中證實，他喬治亞州豪宅將被用作電影拍攝地。2019年10月1日，墨菲在接受Collider網站中確認，拍攝仍在進行中，且第四部《比佛利山超級警探》電影的製作也在《來去美國2》拍攝完成後隨之展開。拍攝於2019年11月9日正式結束。年事已高的詹姆斯·厄爾·瓊斯沒去過現場與墨菲一起拍攝自己的場景。他的場景在後期製作中額外剪進去。

## 音樂
電影原聲帶定於2021年3月5日透過Def Jam唱片公司發售。2021年2月，巴比·西斯昂斯（Bobby Sessions）和梅根·西·斯塔莉安發表了單曲〈我是國王〉（I'm A King）。

## 發行
《來去美國2》定於2021年3月4日在亞馬遜影片上線，比先前宣布日期提前了一天。該片最初由派拉蒙影業排定於2020年8月7日院線上映，但因COVID-19疫情影響而延期至同年12月18日。2020年10月13日，亞馬遜影業以1.25億美元價格獲得了電影發行權，並排定在自家平台上數位發行。

## 外部連結
- 互联网电影数据库（IMDb）上《來去美國2》的资料（英文）